# Битка код Алам ел Халфе
Битка код Алам ел Халфе (30. августа-5. септембра 1942), јужно од Ел Аламејна у Египту, десила се током пустињске кампање у Другом светском рату. Ромелов покушај да поново опколи Осму армију оклопним јединицама успешно је одбијен; била је то последња велика Ромелова офанзива на северноафричком фронту, и прва победа британског генерала Монтгомерија.

## Позадина

#### Немачка операција Аида
Афричка оклопна армија напредовала је у Египат након битке код Газале, прогонећи Осму армију, која је заузела одбрамбени положај код Мерса Матруха. Брзина напредовања немачке оклопне армије омогућила јоој је да престигне британски 13. и 10. корпус, али су снаге Осовине биле преслабе да спрече Британце да побегну. 13. корпус повукао се увече 27. јуна, али лоша комуникација оставила 10. корпус сам у тврђави Мерса Мартух. 10. корпус пробио се следећег јутра, али је оставио за собом 6.000 људи и велики део опреме и залиха. Осма армија наставила је да се повлачи на исток, сукобљавајући се успут са снагама Осовине више пута. Покушај регруписања код Фуке је напуштен и Окинлек је наредио повлачење 160 km све до Ел Аламејна, 100 km западно од Александрије. Повлачење је довело Осму армију близу њене базе, што је учинило снабдевање друмом много ефикаснијим, а географска непроходност депресије Катара, 64 km на југ отежала је обилазне маневре Осовине. До 25. јуна, Афрички корпус спао је на 60 тенкова, а италијански 20 корпус имао је само 14 исправних тенкова. Користећи залихе заробљене у Тобруку, на граници и у Мерса Матруху, Оклопна армија је досегла Ел Аламејн 30. јуна. Снабдевање снага Осовине тако далеко на исток од Газале постало је много теже, пошто је већина њихових залиха и даље долазила из Триполија, удаљеног 1.400 миља.

### Прва битка код Ел Аламејна
Покушај одбацивања Осме армије са положаја код Аламејна извршен је у Првој бици код Ел Аламејна (1-27. јула 1942). После четири дана, Ромел је прекинуо напад због јачине британске одбране, исцрпљивања залиха и смањења немачких дивизија на по 1.200-1.500 људи. До 5. јула, број употребљивих немачких тенкова пао је на око тридесет. После затишја, немачка Оклопна армија је поново планирала напад, са око педесет немачких тенкова и око 2.100 немачке пешадије, уз 54 италијанска тенка и 1.600 људи, али су Британци напали први код Тел ел Еиса (10-14. јула), што је исцрпело обе стране. Британци су почели да нападају италијанске јединице, лоциране користећи информације шифре Ултра, код гребена Рувеисат (14-17. јула) и од 21. до 23. јула, поново код Тел Ел Еиса 22. јула и гребена Митеирја (22. и 26. јула), након чега је дошло до новог затишја. Немачки губици износили су око 10.000 људи. Италијански губици су непознати, али 7.000 осовинских војника језаробљено, у замену за 13.250 изгубљених војника Осме армије.

## Битка

### Супротстављене снаге
Оклопна армија Африка (ПАА) је била у лошем стању, а здравље многих Немаца је опало због климе и ратних напора; 19.000 немачких трупа је било у Африци од марта 1941. године. Појачања су ојачала четири немачке дивизије на 90.000 људи (17.000 људи испод пуне снаге) и 12.600 возила, од којих је само 34.000 људи припадало борбеним јединицама. ПАА је сакупила око 200 немачких тенкова и 243 талијанска тенка против 700 британских тенкова.

### Планови
У последњој великој офанзиви Осовине у северној Африци - Операцији Жигосање (нем. Unternehmen Brandung)- Ромел је планирао да још једном оклопним јединицама обухвати Осму армију, одвоји је од позадине и стигне у Каиро пре него што савезничка појачања, очекивана у септембру, учине немогућом победу Осовине у Африци.
Нови британски заповедник, генерал Бернард Монтгомери, преузео је команду над Осмом армијом 13. августа 1942. Након обиласка положаја, Монтгомери је наредио да се униште резервни положаји око Каира и Александрије, објавивши да намерава да одржи положај код Ел Аламејна по сваку цену.
Монтгомери, који је унапред упозорен на Ромелове намере Ултра пресретнутим порукама, оставио је празнину у јужном сектору фронта, знајући да Ромел планира да нападне баш тамо, и распоредио већину тенкова и артиљерије око гребена Алам ел Халфа, 20 mi (32 km) (32 km) иза фронта. По новој тактици, тенкови су коришћени у противтенковској улози, остајући на својим положајима на гребену. Монтгомери је намеравао да задржи тенкове на одбрамбеној линији, одбијајући да им дозволи да јуришају како су радили до тада.

### Операција Жигосање

#### Минско поље
Ромелов напад почео је ноћу 30. августа, али су ствари кренуле лоше од самог почетка: британска авијација открила је окупљање Осовине и прешла у напад, а минска поља у слабо брањеном јужном сектору фронта показала су се као веома дубока. Минска поља браниле су 2 бригаде 7. оклопне дивизије, са наређењем да нанесу што теже губитке, а затим се повуку: немачки губици током ноћи укључили су и два генерала.

#### Тенковска битка
Ромелове снаге су се пробиле кроз минско поље сутрадан у подне, и 15. и 21. Панцер дивизија скренуле су на север, право према припремљеним британским положајима на гребену Алам ел Халфа, 32 km иза фронта. Гребен је бранила 22. оклопна бригада са 92 средња тенка М3 Грант и 74 лака тенка, уз подршку ПТ топова од 6 фунти и артиљерије 44. британске и 2. НЗ дивизије.
Један извештај показује да су Немци имали око 200 тенкова са топом у две Панцер дивизије, и још 240 у две италијанске оклопне дивизије. Италијански тенкови били су углавном застарели модели, изузев Семовенте 75/18, који би могао да савлада савезничке средње тенкове користећи противоклопна зрна (која су могла пробити 70 mm оклопа на 50 m),  док су Немци поседовали укупно 74 унапређена Панзер III Л са дугим топом од 50 mm и укупно 27 Панзер IV са новим дугим топом од 75 mm. Овај исти извор тврди да је британска снага била 700 тенкова на фронту, од чега је 160 било М3 Грант. Само 500 британских тенкова било је ангажовано у тенковској борби, која је била кратка.
Како су се Панцер дивизије приближавале гребену, тенкови Панзер IV Ф2 отворили су ватру са велике удаљености и уништили неколико британских тенкова. Британски М3 Грант су били хендикепирани својим топом постављеним на трупу, што их је спречило да пуцају из заклона. Када су Немци дошли у домет, били су изложени ватри 22. оклопне бригаде и њихови тенкови су били тешко погођени.
Покушај обухватања Британаца осујетили су ПТ топови, и у сумрак немачки тенкови су узмакли. Током овог окршаја Немци су изгубили 22 тенка, а Британци 21.

#### Немачко повлачење
Другог дана битке, 1. септембра, 21. Панцер дивизија остала је непокретна због недостатка горива (британска авијација уништила је 50% осовинских конвоја са горивом), док је 15. Панцер дивизија ивела само један неуспешан напад на источни бок 22. оклопне бригаде.
Савезнички авиони бомбардовали су и митраљирали трупе Осовине континуирано од 30. августа до 4. септембра, што је уништило свега неколико тенкова, али их је приковало и омело брз маневар и концентрацију Оклопне армије. Напади Осовине на гребен нису успели, залихе горива и муниције су се опасно смањиле и Ромел је наредио повлачење 2. септембра.

### Операција Бересфорд
Дана 3. септембра увече, 7. оклопна и 2. новозеландска дивизија покушале су да пресеку повлачење Осовине. Искусна 5. НЗ бригада нанела је Италијанима тешке губитке, али је зелена британска 132. бригада тешко потучена од немачке 90. лаке дивизије; савезнички губици износили су преко 1.000 људи, 2 генерала и 12 тенкова. Операција Бересфорд је била скуп неуспех, а до 5. септембра је повлачење Осовине успешно завршено.

## Последице

### Губици
Осма армија изгубила је 1.750 људи и 68 тенкова; Осовина је изгубила 2.900 људи, 49 тенкова, 36 авиона, 60 топова и 400 камиона.

### Стратегијски значај
Ромел је тврдио да је британска ваздушна надмоћ била одлучујући фактор у победи у овој бици, не знајући за достугнућа британске обавештајне службе. Ромел је написао да су ваздушни напади нанели велику штету моторизованим јединицама Осовине и приморали га да прекине своју офанзиву. Ромел се прилагођавао све већој савезничкој доминацији у ваздуху задржавајући своје јединице распршене. Цена битке за Осовину није био само тактички пораз и повлачење. Са неуспехом код Алам Халфе, Ромел је изгубио не само материјалне могућности за покретање нових офанзива, већ и оперативне и тактичке способности да брани немачку базу у Африци. Стратешки циљеви Осовине на афричком ратишту више нису били могући. Операција Жигосање била је последња велика офанзива Осовине на северноафричком ратишту. Монтгомери је одлучио да не искористи своју одбрамбену победу, више волећи да настави методичну изградњу снага за своју јесењу офанзиву (Друга битка код Ел Аламејна)